# 1205
Năm 1205 là một năm trong lịch Julius.